# Прощайте, горе-учитель
«Прощайте, горе-учитель» (яп. さよなら絶望先生 Саёнара дзэцубо: сэнсэй, букв. «Прощайте, учитель-Отчаянье») — манга Кумэты Кодзи, опубликованная в Shonen Magazine, и одноимённый аниме-сериал. Повествует об учителе, воспринимающем общество в крайне негативном свете, и его учениках.
В сериале присутствует множество шуток и пародий, понятных порою только заядлым отаку: например, отсылки к аниме Lucky Star, Negima!: Magister Negi Magi, «Евангелион» и др.

## Сюжет
Нодзому Итосики — учитель старшей школы, всегда готовый совершить самоубийство. Постоянно описывает тягости современной жизни, в результате часто вступая в дискуссию со своими учениками, вокруг чего и строится сюжет. Нередко действия персонажей приводят к абсурдному финалу.

## Персонажи
- Нодзому Итосики (яп. 糸色 望 Итосики Нодзому) — преподаватель в старшей школе, учитель-пессимист. Всегда носит кимоно и хакама. Если написать иероглифы его имени в одну строку, то «糸色» сливаются в «絶» и получается 絶望 (дзэцубо:) — «отчаяние». Постоянно обнаруживает недостатки в окружающем мире, за чем обычно следует восклицание «Я в отчаянии! (Подставить причину) погрузило меня в пучину отчаяния!». Впрочем, его доводы довольно часто оказываются правдивыми. Также регулярно пытается повеситься, хотя на самом деле тайно накачал мышцы шеи так, чтобы петля не представляла угрозы для его жизни. Четвёртый сын семьи Итосики, причём его семья довольно богата. День рождения — 4 ноября.

Сэйю — Хироси Камия.
- Кафка Фура (яп. 風浦 可符香 Фуура Кафука) — «девушка, которая видит все через радужную призму», одна из учениц Нодзому и полная его противоположность. С ней он знакомится раньше других, в начале первой главы при попытке суицида. С первой встречи она нарекает своего учителя «Розовым надзирателем» (яп. 桃色係長 Момоиро какаритё:). Во втором сезоне при встрече она называет его «Розовым Надзирателем». Крайне оптимистична, отличительной чертой одежды является заколка на чёлке. Взяла псевдонимом имя своего любимого писателя Франца Кафки — немецкого писателя, известного тем, что все кошмарно-абсурдное предстает в его произведениях как естественное и жизнеоправданное[1]. Она всегда имеет своё странное, по-детски наивное объяснение любой ситуации, называя, например, попытку суицида — попыткой «стать выше», а манию преследователя — «глубоким чувством». Она любит давать причудливые прозвища людям и имеет странную тягу к инопланетянам. Однажды принесла потерянный кем-то кейс с деньгами в полицию. Её жизнерадостность, по-видимому, не более чем попытка заглушить тяжёлое прошлое. Она была свидетелем как минимум трёх попыток суицида отца. Её мать сошла с ума и была помещена в психиатрическую лечебницу. На взрыв и пожар в школе она реагирует лишь удовлетворённой улыбкой. Её жизнь была настолько ужасна, что она не могла в это поверить. В итоге у неё развилась шизофрения, которая всё плохое превращает в хорошее. Таким образом её разум защитил себя от происходящих с ней ужасных трагедий. Кроме того, она является соседкой своего учителя и регулярно снабжает его и его племянника Мадзиру различной «стряпнёй» (однажды её испорченная еда стала причиной отравления), правда, сам учитель об этом не знает, поскольку в подобных случаях Кафка общается с ним в парике, изменив тембр голоса. Её одноклассница Мэру смертельно боится её, потому что в процессе "обучения связи через зрительный контакт", Мэру увидела только жажду крови в её глазах. Её настоящее имя — Акаги Ан (яп. 赤木 杏)[2]. Нодзому как-то сравнил её с Анной из «Зелёных Мезонинов». Возможно, самая опасная из учениц Нодзому.

Сэйю — Ай Нонака.
- Тири Кицу (яп. 木津 千里 Кицу Тири) — самая прилежная, дотошная, настырная и раздражительная из учениц Итосики. Это наиболее заметно в ее прическе: Тири от природы кудрявая, но старательно выпрямляет волосы каждое утро, а затем делает пробор идеально посередине. Часто ведёт себя как староста, хотя ею не является. Если записать её фамилию и имя слитно, получится «киттири» (きっちり), что означает пунктуальность, точность. Влюблена в Нодзому и в некоторых сериях даже пыталась женить его на себе. Стремится к точности во всём, не чураясь использовать насилие для её установления. Она также очень хорошо осведомлена в сфере политики, революций, войн и других кровопролитных событий. Носит огромный арсенал холодного оружия в своём лифчике, но её любимым оружием является штыковая лопата. На кандзи её имя значит «похоронить». Имеет старшую сестру Танэ Кицу (жуткую неряху), но скрывает её существование. День рождения — 20 января.

Сэйю — Марина Иноуэ.
- Нами Хито (яп. 日塔 奈美 Хито: Нами) — обычная девочка, даже «более обычная», чем все остальные, что её сильно расстраивает. Ради того, чтобы стать необычной и привлечь к себе внимание пыталась прогуливать школу, калечиться и даже совершить самоубийство. Однако каждый раз оказывалось, что кто-либо из класса уже имеет такую особенность и в гораздо более выраженном виде. Если в её имени долгую "о: " (яп. 日塔 奈美, ひとうなみ, «хито: нами») заменить на короткую «о», то получится «хитонами» (ひとなみ) — 人並み, что значит «обычная, посредственная». Училась в начальной школе вместе с Кафкой, которая и назвала её «нормальной» впервые. День рождения — 31 марта.

Сэйю — Рёко Синтани.
- Абиру Кобуси (яп. 小節 あびる Кобуси Абиру) — ученица Итосики, постоянно ходит в бинтах, гипсе и с перевязанным глазом. Ходят слухи, что её избивает отец, но на самом деле она просто работает в зоопарке и «очень любит животных, а точнее их хвосты», и всегда хочет дёрнуть кого-нибудь за хвост. Также вся её комната увешана хвостами различных животных, которые она выдаёт за искусственные. Интересно, что у неё глаза разного цвета, но это обнаруживается лишь на горячих источниках, когда все её раны излечиваются и она стоит без бинтов. Если иероглифы 小 (ко) и 節 (буси) записать как один иероглиф 拳 (кобуси) и вставить после него частицу яп. を («во»), то получится яп. 拳をあびる (кобуси во абиру), что значит «поток ударов» — намёк на побои родственников. Отец Абиру является единственным оставшимся в живых членом японской группы специального назначения «desert　crushers». Он натренирован настолько, что способен устранить взвод врага при помощи одного выпуска манги «Kimagure Orange Road». Настоящий мастер пыток.

Сэйю — Юко Гото.
- Каэрэ/Каэдэ Кимура (яп. 木村 カエレ Кимура Каэрэ/Каэдэ) — приехала на учёбу из-за границы (причём, из какой именно страны неизвестно). Из-за необходимости жить в двух различных культурах страдает раздвоением личности. Первая личность ориентирована на японское общество и представляет собой классическую ямато-надэсико. Вторая личность соответствует наглой иностранке, одержимой манией засудить всех по любой причине. Каэрэ часто обвиняет окружающих в сексуальном домогательстве (против своего учителя-пессимиста она даже возбудила иск). Каэрэ (яп. カエレ) переводится как «иди туда, откуда взялась», следовательно, её полное имя читается как «проваливай, Кимура». Также её имя — отсылка к японской певице Каэле Кимуре[англ.]. Страна, откуда приехала Кимура, достаточно загадочна: конечно, моралью и общими культурными нормами она неуловимо напоминает США, однако в то же время страна не является англоязычной (хотя возможным объяснением тому, что англичанин не понял её языка, является то, что американский английский и британский английский во многом отличаются). Подрабатывает учителем геометрии. День рождения — 5 февраля.

Сэйю — Ю Кобаяси.
- Кири Комори (яп. 小森 霧 Комори Кири) — девочка-хикикомори, ещё одна ученица Нодзому, правда, на уроках она не появляется. Очень красивая, хорошая домохозяйка. Если верить Кафке, то она на самом деле не хикикомори, а Дзасики-Вараси (аналог домового), и если она покинет место своего жительства, всех постигнут страшные беды. Примечательно, что в одной из серий, стоило ей покинуть здание школы, как та сразу же рухнула. Всегда ходит в пледе, который очень любит, и носит длинные волосы. Тоже часто становится объектом фансервиса (в том числе юри). Если записать её фамилию как одно слово, то получится 籠もりきり (коморикири) — «в помещении». Проводит большую часть своего времени в школьной кладовке, но может неожиданно появится в школьном шкафчике или туалетной кабинке. Периодически гостит у учителя, так как дом её родителей разрушился после того как она переехала жить в школу. День рождения — 9 июня.

Сэйю — Асука Тании.
- Харуми Фудзиёси (яп. 藤吉 晴美 Фудзиёси Харуми) — яойщица. Рисует додзинси и постоянно читает мангу, при этом хорошая спортсменка. Её имя «Харуми» — место проведения фестиваля Комикет, до того как он переехал в Токио. Если вместо «фудзиёси» (藤吉) произнести «фудзёси» (яп. 腐女子), то получится «яойщица». Её любимая пара «Pine × Napple». Её вкусы очень необычны, и это часто ставит её в противоречие с Тири. Обладает удивительными атлетическими способностями, что привлекает к ней участников различных спортивных кружков и школьных команд. Три её старших брата работают в аниме индустрии.

Сэйю — Мию Мацуки.
- Таро Мария Сэкиюцу (яп. 関内・マリア・太郎 Сэкиюцу Мария Таро) (Матаро) — нелегальная иммигрантка из Азии. Купила имя «Таро Сэкиюцу» у одного из учеников Нодзому. В кратком варианте имя Сэкиюцу Таро (関内太郎) звучит как "сэки уттаро: " (яп. 籍売ったろう), это значит «продам имя», что он и сделал. Все, кто её видит, проникаются желанием защитить её. Часто ходит по помойкам в поисках разной техники и еды. Она поражена «изобилием Японии», пищей и техникой которую можно найти просто у себя под ногами или в мусорном баке. И хотя Мария не воспитана, её улыбка и статус «бедняка» часто заставляют людей простить её шалости. Не носит нижнее бельё и обувь. Из-за их оптимизма, Кафка и Мария хорошо ладят. Кафка была первой кто встретился с Марией в Японии. Хотя Мария юридически мальчик она на самом деле девочка. День рождения — 2 июня.

Сэйю — Миюки Савасиро.
- Мэру Отонаси (яп. 音無 芽留 Отонаси Мэру) — девочка, которая общается исключительно посредством SMS-сообщений, причём её фразы обычно оскорбительны по отношению к адресату. Ввиду долгого использования такого способа общения полностью разучилась нормально разговаривать, и при любой её попытке заговорить вместо обычной речи из её рта вылетают лишь какие-то совершенно чудовищные звуки. Во втором сезоне выясняется, что она избрала такой способ общения, потому что все смеялись над её голосом. Отонаси (音無し) означает «без звука», а Мэру (яп. 芽留) — это производное от «мэ:ру» (яп. メール), что значит «почта» (mail). Адрес её электронной почты — «hazukashigariyasan», что означает «очень застенчивая». Отец называет её «Мэру-Мэру». Её семья сказочно богата, так как её отец в состоянии устроить прослушивание для людей, достойных воспроизводить её голос в режиме реального времени. Кроме того в некоторых эпизодах можно увидеть дом Мэру, который представляет собой огромный дворец.

Сэйю — Тива Сайто.
- Матои Цунэцуки (яп. 常月 まとい Цунэцуки Матои) — девочка с манией преследователя. Преследует объект своей любви везде и всюду. С тех пор как объектом любви стал Нодзому, она, так же, как и он, ходит в кимоно, и её часто можно увидеть выглядывающую из-за его спины. Если в её имя вставить частицу に («ни»), то получится «цунэ ни цукиматои» (яп. 常に付き纏い), что значит «преследователь». Полностью перечитывает и уничтожает некоторые письма, адресованные учителю, до того, как тот получит возможность увидеть их. Наблюдая за объектом воздыхания, издаёт странный монотонный звук, который становится выше, если вокруг появляются посторонние. День рождения — 8 сентября.

Сэйю — Асами Санада.
- Ай Кага (яп. 加賀 愛 Кага Ай) — девочка, страдающая комплексом вины. Извиняется буквально за всё, даже за то, что она попадает в кадр. Слитно её имя можно записать как «кагай» (яп. 加害), что значит «виноватая», а также её имя — отсылка к певице Ай Каго. Имеет очень хорошую память и извиняется даже за инциденты, произошедшие много лет назад. В то же время признаётся, что иногда попадает в кадр намеренно.

Сэйю — Саори Гото.
- Манами Окуса (яп. 大草 麻菜実 Окуса Манами) — замужняя ученица и домохозяйка, вынужденная к тому же подрабатывать (в основном на фестивалях отаку), чтобы оплатить долги мужа. Является достаточным авторитетом для девочек и те иногда спрашивают её совета в трудной ситуации. Её имя образовано от сочетания «окусама-нами» (яп. 奥様な身), что значит «замужняя». Из-за своего простодушия часто становится объектом обмана и мошенничества.

Сэйю — Кикуко Иноуэ.
- Майо Митама (яп. 三珠 真夜 Митама Маё) — подозрительная девочка со злобным взглядом. Несмотря на то, что она постоянно делает всем гадости, окружающие считают её невиновной, так как она слишком явно попадает под стереотип плохого человека. Её имя образовано от «мита мама ё» (яп. 見たままよ), что значит «именно такая, какой кажется». Так же, как и большинство девочек в классе, поклонница Нодзому, но не может выражать свою любовь. Мария считает её цундэрэ.

Сэйю — Асука Тании.
- Котонон (яп. ことのん Котонон) — интернет-идол. Её блог содержит множество сильно отредактированных в фотошопе изображений из-за чего имеет бешеную популярность, в действительности она страдает от ожирения и крайне непривлекательна. Любит одежду в стиле «Gothic Lolita».
- Канако Ора (яп. 大浦 可奈子 О:ра Канако)) — очень открытая и рассеянная, девочка которая не может сказать нет, любым мыслям и идеям других людей даже если это сулит для неё далеко идущие последствия. Её имя означает «девушка с большим сердцем». Волосы у неё всегда заплетены в «конский хвостик» с огромной лентой внутри, руки она прячет в рукава школьной формы; возможно, потому что та на два-три размера больше. Молния на юбке расстёгнута.

Сэйю — Аяхи Такагаки.
- Мико Нэдзу (яп. 根津 美子 Нэдзу Мико)) — продавщица, закадычная подруга Сёко (с которой они почти никогда не расстаются). Её имя значит «финансовая пирамида» при обратном прочтении. Также, если записать её имя одним словом, получается ネズミ子 (девочка-мышка).

Сэйю — Митико Нэя.
- Сёко Маруути (яп. 丸内 翔子 Маруути Сёко)) — подрабатывает уличной торговкой. Лучшая подруга Мико Нэду. Вместе с ней используют довольно сомнительные системы ведения бизнеса. Её имя значит «многоуровневый маркетинг» при обратном прочтении.

Сэйю — Юи Хориэ.
- Тиэ Араи (яп. 新井智惠 Тиэ Араи)) — школьный психолог-консультант. В альтернативном прочтении первый кандзи в её фамилии звучит как «Ниити» — возможная отсылка создателей аниме к Фридриху Ницше. Обладательница превосходной фигуры и впечатляющих форм, что является предметом восхищения окружающих. Зачастую показана как садистка, доминирующая над мужчинами-мазохистами. Итосики Нодзому испытывает к Тиэ-сан уважение, граничащее с некоторым страхом, но в то же время ценит её поддержку во время постоянно настигающих его суицидальных порывов.

Сэйю — Ядзима Акико.
- Кагэро Усуи (яп. 臼井 影郎 Усуи Кагэро:) — настоящий староста класса. Человек-невидимка, которого люди видят лишь тогда, когда его лысина не прикрыта. В остальное время люди не замечают его, даже если столкнутся с ним, хотя и могут услышать его голос доносящийся как будто бы из ниоткуда. По мнению Кафки является призраком. Сэйю — Ёудзи Уэда[англ.].

## Произведения

### Манга
Манга создана Кодзи Кумэтой и выпускается в журнале Weekly Shonen Magazine издательства Коданся с 2005 года. В 2012 году количество глав составило 301. По состоянию на август 2012 в Японии выпущено 30 танкобонов. Издательство Del Rey Manga имеет лицензию для перевода на английский, издательство «Комильфо» — на русский.

### Аниме

#### Сезон 1
Аниме-сериал Sayonara, Zetsubou-Sensei впервые был показан в Японии с 7 июля по 23 сентября 2007 года на TV Kanagawa и состоял из 12 эпизодов. Режиссировал аниме Акиюки Симбо, анимация от студии Shaft. Сюжет украшен множеством отсылок к массовой культуре, показанных на первый взгляд случайным образом, например, в надписях на школьной доске (подобно аниме Pani Poni Dash! и Negima!?, также продюсируемых студией Shaft и Симбо). Аниме стало настоящим триумфом для Кумэты, ведь до этого ни одна его манга не была анимирована — последний раз его ранняя работа Katte ni Kaizou была отложена перед началом показа. Каждый эпизод заканчивается рисунком, нарисованным мангакой, работающим с Кодзи Кумэтой. Media Blasters лицензировали первые серии Sayonara, Zetsubou-Sensei и собирались выпустить DVD в мае 2010, но так и не выпустили.
Специальный 50-минутный DVD-эпизод, названный Sayonara, Zetsubou-Sensei Jo: Zetsubō Shōjo Senshū (яп. さよなら絶望先生 序〜絶望少女撰集 Саёнара Дзэцубо: сэнсэй дзё: дзэцубо: сё:дзё сэнсю:, букв. «Прощай, учитель-Отчаянье, введение: коллекция отчаявшихся девушек») был выпущен 1 января 2008. DVD состоит из семи частей, каждая из которых основана на одной из основных героинь с некоторыми дополнениями к оригинальной, транслируемой на TV версии. Двадцатиминутная резюмирующая версия транслировалась на BS11 Digital 4 января 2008 г.
Опенинг трёх первых серий состоит из слайдов текста с именами персонажей и производственного персонала. Каждый опенинг немного отличается от остальных. Так, в каждом из них есть специальное сообщение. А второй тип опенинга, используемый в эпизодах 4-9, показывает Нодзому и нескольких девочек в различных юрийных и бондажных позах. Эпизод 10 отличился третьей последовательностью титров с новой песней и пометкой: «Опенинг не изменён из-за жалоб.» Опенинг последнего эпизода заменён оригинальной последовательностью.

#### Сезон 2
В октябре 2007 Shonen Magazine сообщил, что показ второго сезона состоится в январе 2008 года. Второй сезон под названием (Zoku) Sayonara, Zetsubou-Sensei (яп. 【俗・】さよなら絶望先生), состоящий из 13 серий, начали транслировать 5 января 2008 г. В названии игра слов: на кандзи 俗 — это метка, используемая в словарях для обозначения сленга и вульгарности, произносится так же, как 続, что означает «продолжение».
Как и в первом эпизоде, опенинги первого и второго эпизодов состоят из слайдов текста с именами персонажей и съёмочной группы. Также опенинги содержат рисунки, присланные от зрителей. Второй опенинг появляется в третьем эпизоде. В начале опенинга Нодзому падает с неба, пародируя аниме Eureka Seven, затем на экране появляются статичные изображения скелета и анатомических мышц, взятых из учебника «Кайтай синсё», дальнейшая анимация обработана с эффектом фильма плохого качества, при этом в течение сезона эффект увеличивается. В четвёртом и одиннадцатом эпизодах опенинг отсутствует. Третий опенинг «Lyricure Go Go!» используется в седьмом эпизоде и показывает Кафку, Тири и Мэру в стиле махо-сёдзё. В двенадцатом эпизоде второй опенинг частично раскрашен, а в тринадцатом полноцветный. Эндинг «Romance Romanesque» используется с первого по четвёртый эпизод; сопровождающая анимация показывает идеализированные версии персонажей в стиле дзёсэй, схожем со стилем Киё Кудзё и Обри Бёрдслея. Второй эндинг «Marionette» используется с пятого по двенадцатый эпизоды, а третий эндинг «Omamori» в тринадцатом эпизоде; сопровождающая анимация сделана в стиле The Dark Spire и Майк Мигнола.

#### Сезон 2,5
8 июля 2008 года была анонсирована OVA под названием Goku: Sayonara, Zetsubou-Sensei (яп. 獄・さよなら絶望先生 Гоку Саёнара дзэцубо: сэнсэй). Первая часть была выпущена 17 октября 2008 вместе с ограниченным изданием 15 тома манги как часть OAD проекта «Коданси», а третья часть была выпущена с 16-м томом манги 17 февраля 2009 года. Вторая часть была выпущена в качестве OVA 10 декабря 2008. Хотя технически это третье пришествие Sayonara, Zetsubou-Sensei, его назвали «сезон 2,5».
Третий опенинг использует рэп-версию темы опенинга. Здесь показан цирк, который следует из последнего сообщения второго опенинга: «Даже так, цирк придёт за тобой». Эндинг первой части изменён для соответствия кульминации последнего эпизода. Эндинг второй и третьей части используют третий эндинг второго сезона с минимальными изменениями от DVD-версии.

#### Сезон 3
Третий сезон Zan: Sayonara, Zetsubou-Sensei (яп. 懺・さよなら絶望先生 Дзан Саёнара дзэцубо: сэнсэй, Досл. «Кайся: Прощай, учитель-отчаяние») начал транслироваться 4 июля 2009 года в Японии. Серии снова анимированы компанией Shaft и режиссированы Акиюки Симбо с темами опенинга и эндинга от Кэндзи Ооцуки и девушек-сэйю. Тема опенинга: «Ringo Mogire Beam!» (яп. 林檎もぎれビーム! Ринго могирэ би:му, "Apple Picking Beam!"); темы эндинга: «Zetsubō Restaurant» (яп. 絶望レストラン Дзэцубо: рэсуторан, «Ресторан-отчаяние») и «Kurayami Shinjū Sōshisōai» (яп. 暗闇心中相思相愛 Кураями синдзю: со:сиса:ай, «Взаимная любовь двойного самоубийства в кромешной тьме»). Как и в предыдущих сериях, опенинг стартует как низкобюджетный в первых двух сериях, постепенно изменяясь до полностью анимированной последовательности из персонажей, памятников древности и катастрофы шаттла «Челленджер». Каждый эпизод начинается с несвязной истории, представляемой в виде книжки-игрушки, а заканчивается песней «рисуем учителя-Отчаянье».

#### Сезон 3,5
OVA-серии, названные Zan: Sayonara, Zetsubou-Sensei Bangaichi (яп. 懺・さよなら絶望先生 番外地 Дзан Саёнара Дзэцубо: сэнсэй Бангайти, Досл. «Кайся: Прощай, учитель-Отчание: Земля без адреса») были анонсированы в августе 2009 года. Первая часть была выпущена вместе с ограниченным изданием 19 тома манги 17 ноября 2009 года. Фактически это пятое пришествие аниме, но оно было названо сезоном 3,5.